# صلاح قصاص
صلاح قصاص (1342- 1409 هـ/ 1923- 1989م) ممثل سوري قدير من الجادِّين في المسرح والإذاعة والتلفزة، تميَّز بخامة صوته الفخمة.

## سيرته
وُلد أبو هيثم صلاح بن بكري بن محمد خير بن بكري بن درويش القصاص، في حي الصالحية بدمشق عام 1342هـ/ 1923، وكان والدُه مختار حي الصالحية سكة.
بدأ مسيرته الفنية في الأربعينيات من القرن العشرين، عمل في الإذاعة والتلفزة والمسرح والسينما. كان ممثلًا جادًّا ذا خامة صوتية متميزة، قادرة على أداء مختلِف الأدوار. من أبرز أعماله (حمام الهنا، ساري، بهلول، عواء الذئب). اشتَهَرت عبارته في فِلم (عواء الذئب): "ألف حبل مشنقة، ولا يقولوا أبو عمر خائن يا خديجة".

## من أعماله
- سلطانة سنة 1966
- فلم "حمام الهنا" سنة 1968
- فلم "اللص الظريف" سنة 1970
- فلم "العالم سنة 2000" سنة 1972
- فلم "شقة للحب" سنة 1973
- مسلسل "الغجرية العاشقة" سنة 1974
- فلم "عواء الذئب" سنة 1974
- مسلسل "حب و كراتيه" سنة 1974
- مسلسل "العريس" سنة 1975
- مسلسل "مهيد"
- مسلسل "صقور الصحراء" سنة 1977
- مسلسل "أبو الأصايل"
- مسلسل "ساري" سنة 1977
- مسلسل "فوزية" سنة 1977
- مسلسل "الأرقط"
- مسلسل "بنت البادية" سنة 1978
- مسلسل "حارة الملح" سنة 1980
- مسلسل "مختار الضيعة"
- مسلسل "بهلول" سنة 1987
- مسلسل "ضيف الحلَقات"
- - مسلسل "الحريق"
- "المكافأة" سنة 1989
- "الغيوم البيضاء"
- فلم "القبضاي بهلول"[3]
- مسلسل الهراس 1980

## وفاته
توفي صلاح قصاص بدمشق عام 1409هـ/ 1989م.

## الملاحظات
1. ↑  جاء في حاشية محمد شريف عدنان الصواف (2010). موسوعة الأسر الدمشقية تاريخها أنسابها أعلامها (بيت الحكمة، 2010) (ط. 2). دمشق: بيت الحكمة للطباعة والنشر والتوزيع. ج. 3. ص. 163. ISBN:978-9933-400-02-6. OCLC:1164377020. OL:45307493M. QID:Q113576496. أن تاريخ وفاته في كتاب "أعلام سورية في القرن العشرين" 1411هـ/ 1990م، والتصحيح من الأستاذ الشيخ محمد تيسير بن أمين القصاص (وهو نسابة آل القصاص).